# Carl Canzler

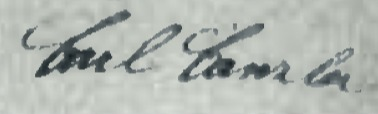
Carl Canzlers Unterschrift

Carl Canzler (* 28. August 1858 in Lippstadt; † 19. Januar 1919 in Düren) war ein deutscher Kupferschmiedemeister, Apparatebau-Unternehmer, Erfinder und Pionier der Kupferschweißung.

## Familie
Carl Canzler stammte aus einer evangelischen Familie, deren Vorfahren nachweislich seit dem 15. Jahrhundert in Thüringen als Bauern oder Soldaten tätig waren. Sein Vater Friedrich August (1825–1868) war ein Husaren-Stabstrompeter und später Küster an der Lippstädter Marienkirche. Seine Mutter Josefine Höhne war eine Lehrerin aus Westfalen. Der Großvater väterlicherseits Johann Andreas Canzler war Schultheiß und Gerichtsschöppe in Schafau.
Canzler selbst heiratete Margarete geb. Friesdorf (* 1864). Ihr Vater Heinrich Friesdorf war ein Bauer in Herrig und stammte aus einer rheinischen Bauernfamilie. Aus dieser Ehe ging der am 23. September 1888 in Grevenbroich geborene Sohn Heinrich hervor. Als Diplom-Ingenieur übernahm und leitete er das Unternehmen seines Vaters nach dessen Tod. Die Technische Hochschule Karlsruhe ernannte ihn 1952 zum Ehrensenator. Aus Heinrichs Ehe gingen drei Kinder hervor, Georg, Heinrich und Margarethe, die ebenfalls im Unternehmen tätig waren.

## Leben und Wirken

### Ausbildung und praktische Erfahrungen
Carl Canzlers beruflicher Erfolg gründet zum einen auf seinem familiären, charakterlichen Erbe […] „Vom mitteldeutschen Vater hatte er die Unternehmungslust, die Freude am Aufbauen, von der westfälischen Mutter die Zähigkeit im Festhalten und Durchhalten“. Zum anderen erhielt er während seiner vierjährigen Lehre beim Kupferschmiedemeister D. Stoffregen in Lippstadt alle Voraussetzungen für eine erfolgreiche Tätigkeit als Apparatebauer. Im April 1877 bestand er gemäß den Regeln der Zunft die Gesellenprüfung. Seinerzeit gab es, bedingt durch die Ende des 19. und Anfang des 20. Jahrhunderts in Lippstadt beginnende Industrialisierung, neben einem größeren Eisen verarbeitenden Werk zwei chemische Fabriken, mehrere Brauereien und fünf Spritbrennereien. Dadurch erlernte Carl Canzler nicht nur die handwerklichen Grundlagen der Kupferschmiederei, sondern er erfuhr durch die Nähe zur Gärungsindustrie auch die physikalisch-chemischen Grundoperationen der Destillation, der Rektifikation, der Extraktion und des Verdampfers. […] „Dies ließ in der Vorstellungswelt des jungen Canzlers die grundlegenden Zusammenhänge zwischen der Gärungstechnik und dem Apparatebau klar werden, was ihm schließlich den Einstieg zu Kunden der chemischen Industrie ermöglichte“.
Die Wanderjahre führten ihn nach Hamburg und Bremen. Dort war er mit Ausbesserungsarbeiten am Schnelldampfer „Elbe“ beschäftigt, damals einem der modernsten Schiffe des Norddeutschen Lloyds (NDL), das unterhalb der Wasserlinie mit Kupferblechen beschlagen war. […] „Neue Arbeitsmethoden lernte er hier kennen […] und die Maßstäbe der wachsenden Großindustrie. Aber der rechte Boden, um seßhaft zu werden, war hier für Carl Canzler nicht. Den fand er erst in dem kleinen Elsdorf […] da gab es Brauereien und Brennereien und die 1881 gegründete und bald durch die Einführung des Würfelzuckers berühmt gewordene Zuckerfabrik Pfeiffer & Langen. Das war etwas nach dem Geschmack des künftigen Apparatebauers. In dem kleinen Ort war es billig leben; da konnte man vom Verdienst nicht nur die Mutter unterstützen, sondern auch noch das Geld für ein Studium zusammensparen.“ Im Wintersemester 1884/1885 begann er ein Studium in der Maschinenbauklasse am Technikum Buxtehude. […] „Dann arbeitete er wieder in Elsdorf in der Zuckerfabrik und zwischendurch in der Grevenbroicher Maschinenfabrik, die vor allem Apparate und Maschinen für die Zuckerindustrie baute. Das Studium hatte seine konstruktive Begabung durchbrechen lassen. […] Überall schätzte man ihn als tüchtigen, ideenreichen Mitarbeiter. Für sein Ansehen spricht, dass er 1888 zum Delegierten für den Bezirk Köln zum Kongress der Kupferschmiede Deutschlands in Berlin gewählt wurde und teilnahm. Nach Ablegung der Meisterprüfung zog er – obwohl inzwischen verheiratet – noch einmal hinaus, um als Werkführer in der Kupferwarenfabrik von Richard Schubert in Chemnitz die letzten praktischen Erfahrungen vor dem großen Schritt in die Selbständigkeit zu sammeln“.

### Selbstständigkeit und erste unternehmerische Erfolge
Unterstützt von seiner Ehefrau, eröffnete er 1890 eine eigene Kupferschmiede in Elsdorf. Am 1. März 1894 ging er mit der Schmiede nach Düren, wo er an der Neuen Jülicher Straße eine Werkstatt mietete. Durch diesen Umzug zählte Carl Canzler aus Sicht der Dürener Industrie zu den tatendurstigen, aus dem Westfälischen stammenden Einwanderern. Für die in Düren und Umgebung ansässigen Brennereien, Brauereien und Zuckerfabriken baute er Kupferkessel, Behälter, Rohrleitungen und Dunstabzüge aus Kupferblech. Für die Papier- und Textilmaschinenfabriken kupferne Walzenüberzüge und Formstücke für die Papierstoffleitungen. Um den Fachkräftenachwuchs sicherzustellen, wurden in der betriebsintern Lehrwerkstatt Kupferschmiedelehrlinge ausgebildet. Aufgabe der Gesellenprüfung war es, aus Kupferblech ein Behältnis zu treiben.
„Für Carl Canzler war der moderne Apparatebau die natürliche Weiterentwicklung des alten Kupferschmiedegewerbes“. Trotz des technologischen Fortschritts gehörte nach wie vor die zünftige Handwerksarbeit zu seinem Kerngeschäft. So wurde […] „für die St.-Joachims-Kirche in Düren ein kupfernes Gefäß zur Auskleidung des Weihwasserbeckens geliefert“ […], und ein […] „Dürener Schlossermeister braucht einen Turmknauf aus Kupferblech mit Wulsten in der Mitte und an beiden Enden sowie Verstärkungsrippen in der Kugel und, offenbar für die gleiche Kirchturmspitze, einen Hahn aus Kupferblech mit hart eingelötetem Rotgußspurlager und Führung“.
Angetrieben von seinem unermüdlichen Erfindergeist, wagte Canzler immer wieder Vorstöße in technisches Neuland. In seinen Geschäftsberichten ist ab 1896 von eigenen Erfindungen zu lesen. Beispielsweise von einem „Schmierwalzfass mit interner Heizung für Gerbereien“. Dessen Besonderheit war, dass Canzler die bislang außen angebrachte Heizung ins Innere des Fasses verlegte. In Form einer […] „überall hartgelöteten, und auf 12 atm abgepressten Kupferschlange“. Aus einem von ihm am 19. Mai 1898 verfassten und mit technischen Skizzen versehenen Brief geht hervor, dass er lebhaften Schriftverkehr mit seinem Patentberater H. und W. Patzky führte. In diesem Fall ging es um eine Patentanmeldung für ein Rost mit Wasserkühlung. Durch diese sich rasch in der Branche herumsprechende Erfindung erhielt Canzler Aufträge bis weit über die damaligen Reichsgrenzen hinaus, aus Österreich, Belgien und aus Russland. Eine weitere, ihn geschäftlich voranbringende Erfindung war ein für die Zuckerindustrie bestimmter Saturationsöler mit regulierbarem Messapparat, die als Gebrauchsmuster eingetragen wurde. 1898 erfolgte […] „die Patentierung für einen Feuerungsrost mit Wasserkühlung von sehr vereinfachter Konstruktion, welcher alle bis jetzt vorhandene Systeme übertrifft“.
Beim Schriftverkehr mit Kunden, bei dem es sich um den Bau von Apparaten eigener Konstruktion handelt, drückt sich Canzler temperamentvoll und selbstsicher aus […] „mit Garantie für die Leistung des Apparates“. Und so manches Angebot endet nicht selten mit […] „stolz-bescheidenen Worten. Auch suche ich eine Ehre darin, daß alle meine Arbeiten gut und dauerhaft ausgeführt werden.“ Gemeinsam mit Ingenieuren und Chemikern seiner Auftraggeber beschäftigte sich Canzler experimentell mit Verfahrenstechniken, woraus Erfindungen in einem breiten Themengebiet resultierten. Bedingt durch die stetig zunehmende Auftragslage und die Erweiterung seiner Geschäftsfelder wurde die gemietete Werkstatt an der Neuen Jülicher Straße zu eng. Canzler zog Bilanz: […] „Der Verbrauch an Kupfer im Jahresdurchschnitt 1895 bis 1896 war 3400 kg, im Jahre 1897 waren es 4000 kg und im Jahre 1898 schon 6000 kg.“ Im Juni 1898 erwarb er ein Grundstück an der Johanniterstraße, worauf er seine eigene Werkstatt baute […] „die bald zum Schauplatz einer bahnbrechenden Erfindung und weittragender Entwicklung werden sollte“.

### Unternehmens-Signet

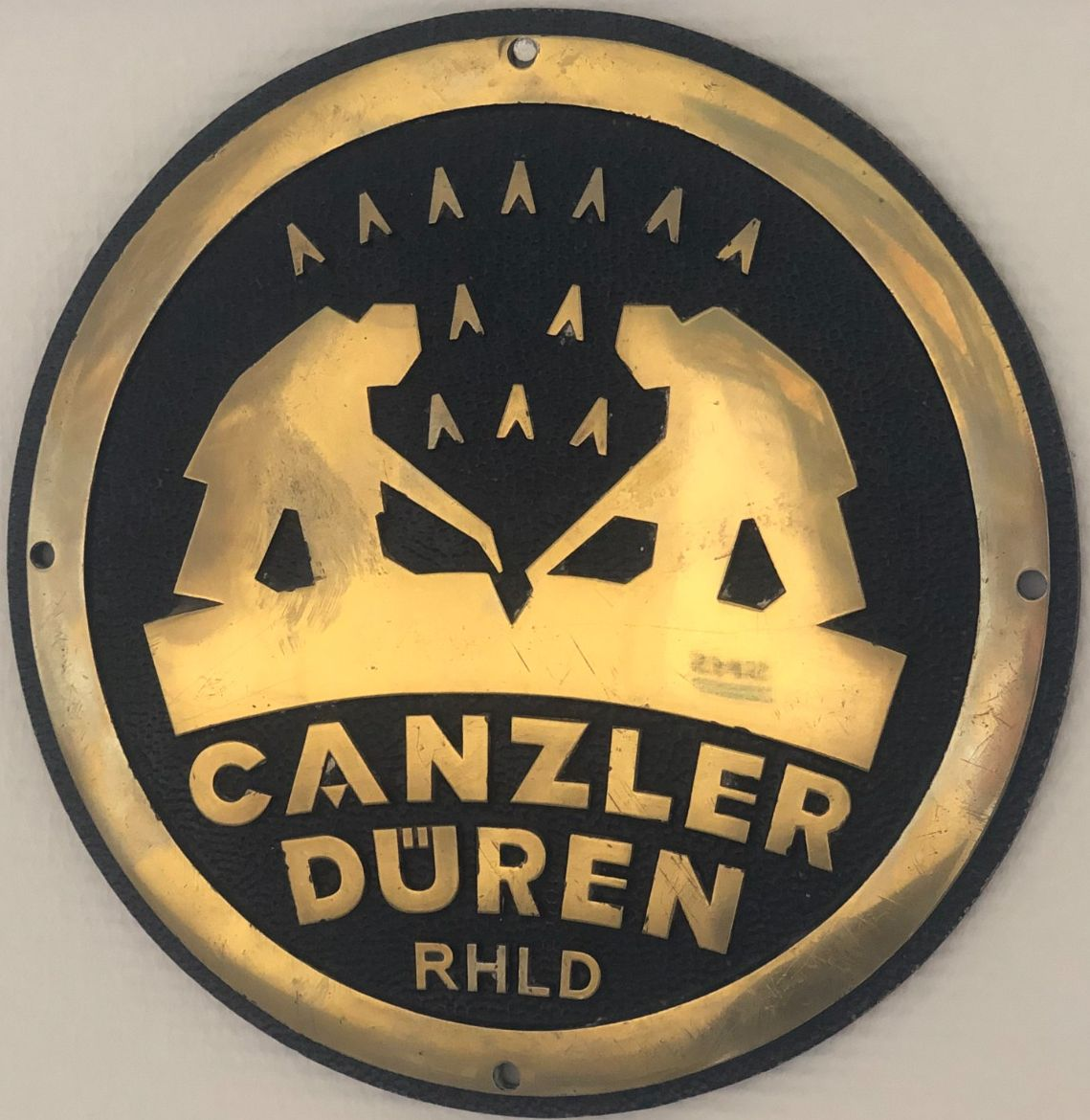
Unternehmens-Signet

Das aus massivem Messing bestehende Signet des Unternehmens zeigt den Teilausschnitt einer gerundeten, als Stumpfstoß mit V-Naht vorbereiteten Blechzarge. Darauf stehen, in leicht gebückter Haltung, zwei Schweißer. In den Händen halten sie Schweißbrenner, wobei die von der Nahtfuge aus nach oben hin sprühenden Funken auf den Schweißprozess hinweisen. Unter dem Blech steht die Firma CANZLER DÜREN RHLD. Diese Schilder wurden auf die Unternehmen gefertigten Apparate genietet.

### Erfindung des Canzler-Drahts
Im Jahr 1902 besuchte Carl Canzler mit seinem Sohn Heinrich die in Düsseldorf stattfindende Industrie- und Gewerbeausstellung. Auf dieser wurde erstmals in Deutschland der Öffentlichkeit die Technologie des Gasschmelzschweißens vorgestellt. Die 1896 vom belgischen Ingenieur Félix Jottrand gegründete Gesellschaft L'Oxhydrique Internationale führte das mit einem Wasserstoff-Sauerstoff-Brenner funktionierende Verfahren vor. Damit begann für die Apparatebautechnik eine Umwälzung in Konstruktion und Fertigung, an der Carl Canzler maßgeblich beteiligt war. Kurz nach seinem Besuch der Ausstellung führte er, als einer der ersten in der Branche, das neue Schweißverfahren in seinem Unternehmen ein. […] „Dabei wurden alle Fortschritte, aber auch Schwierigkeiten und Rückschläge aus der Einführungszeit bei Canzler mit durchgemacht“ […]. Durch die neue Technologie des Autogenschweißens wurden schon bald die bis dato üblichen Verbindungsmöglichkeiten, das Weich- und Hartlöten, das Nieten und Feuerschweißen abgelöst. Für das Rundschweißen von Eisenrohren entwickelte Canzler ein besonderes Verfahren. Und als die 1890 gegründete Mannesmannröhren-Werke AG mit ihrem neuen Verfahren zur Herstellung nahtloser Stahlrohre die Technikwelt in Staunen versetzt hatte, berichtete Carl Canzler bereits im Folgejahr seinen Geschäftsfreunden, dass er ein […] „Verfahren zum Aneinanderschweißen der Rohrlängen auf unbegrenzte Länge, sowohl für Perfinsrohre als auch für Mannesmannstahlrohre beherrsche. Er habe die Schweißstellen mit 500 Atmosphärendruck abgepresst und sie seien so hart wie das Rohr selbst“. Über das Experimentieren mit Wasserstoff und Blaugas kam man zur Acetylen-Sauerstoff-Schweißung. Mit Hilfe seines Vaters konstruierte Heinrich Canzler bereits als Primaner einen für die Herstellung des zum Schweißen notwendigen Acetylengasentwickler; ungefähr zur selben Zeit, als der Student Adolf Messer in Höchst am Main eine Werkstatt zum Bau von solchen Entwicklern, von Apparaten zur Herstellung von Acetylengas aus Calciumcarbid gründete. Mit dem von Heinrich konstruierten Entwickler wurden bei Canzler die ersten autogenen Kupferschweißarbeiten ausgeführt.
„Das Verfahren zur autogenen Schweißung von Kupfer sollte die große Erfindung im Apparatebau werden. Im Gegensatz zur Eisenschweißung hatte die autogene Kupferschweißung in den ersten Jahren trotz mannigfaltiger Versuche keine befriedigenden Ergebnisse. Es war zu erwarten, dass Carl Canzler sich mit Feuereifer auf dieses neue Problem stürzen würde. Die Hauptproblematik bestand in der unangenehmen Eigenschaft des Kupfers, in erhitztem und geschmolzenem Zustand gierig Gase aufzunehmen, die seine guten mechanischen Eigenschaften verderben. Der Sauerstoff aus der Luft verbindet sich mit ihm unter Bildung von Kupferoxid“. Auch die beim Schweißen entstehenden Verbrennungsgase wirken ein und machen die Schweißstelle porös; vor allem der Wasserstoff kann so schädlich werden, dass man geradezu von einer Wasserstoffkrankheit des Kupfers sprechen kann. Canzlers Lösungsansatz für das Problem war die Erkenntnis, dem Kupferschweißdraht Phosphor als Desoxidationsmittel zuzusetzen. […] „Aber dies war nur eine Teillösung; nur die Sauerstoffeinwirkung wurde auf diese Weise bekämpft und nur in der Schweißnaht selbst, nicht in deren ebenfalls erhitzter Umgebung“. Die unbefriedigenden Schweißergebnisse spornten Canzler zu Versuchen mit anderen, dem Kupferdraht zugefügten Legierungen an. Unabhängig von ihm machte auch sein ebenfalls mit dem Kupferschweißen vertrauter Werkstattmeister Richard Samesreuther (1880–1946) ständig neue Versuche. Gegen Ende des Jahres fassten die beiden ihre Erfahrungen zusammen, setzten die Versuche gemeinsam fort und fanden schließlich die endgültige Lösung, indem sie dem Kupferschweißdraht unter Beibehaltung des desoxidierenden Phosphoranteils Silber zusetzten.
Dieser neue Schweißdraht ergab die größte Festigkeit und das beste Dehnungsvermögen der Schweißstelle. Zugleich bekämpfte er den schädlichen Einfluss des Luftsauerstoffs und der Verbrennungsgase. […] „Um auch die benachbarten Teile vor Sauerstoff zu schützen, wurden sie (Anm. ähnlich wie beim Hartlöten das Flussmittel) mit einer desoxydierenden Paste bestrichen, einem Borpräparat, dem verschiedene metallische Salze beigemischt waren“. […] „Die Kombination aus silberhaltigem Canzler-Draht als Schweißdraht und der Canzler-Paste als Flussmittel ergaben die endgültige Bestlösung“, […] „die Grundlage des neuen Kupferschweißverfahrens“.
Für ihre Erfindung „Verfahren zum Schweißen von Kupfer unter Verwendung eines phosphorhaltigen Kupferdrahtes als Zusatzmaterial“ wurde ihnen am 1. Oktober 1912 vom Kaiserlichen Patentamt das Patent erteilt. Der in Fachkreisen sogenannte Canzler-Draht war erfunden, der das Verschweißen von Kupfer ermöglichte und säurebeständige Nähte erzeugt. Die für die Branche große Bedeutung der Erfindung des Canzler-Drahts lässt sich daran messen, dass dieser in namhafter, deutsch- und englischsprachiger Fachliteratur Erwähnung findet. Beispielsweise in Ullmanns Enzyklopädie der Technischen Chemie oder in der Schweißanleitung von Adolf Bothe, dem Leiter der Betriebsabteilung für Lokomotiven beim Reichsbahn-Ausbesserungswerk Grunewald oder im englischsprachigen Fachmagazin Metals & Alloys, The Magazine of Metallurgical Engineering.
Die ersten wissenschaftlichen Untersuchungen der mit Canzler-Draht geschweißten Kupferschweißproben wurden in dem von Felix Rötscher geleiteten Laboratorium für mechanische Technologie an der Technischen Hochschule Aachen durchgeführt. In seinem Prüfbericht vom 2. Mai 1912 heißt es: „Die stumpf geschweißten Stäbe rissen sämtlich außerhalb der Schweißstelle.“ Der erste Fachartikel mit metallografischen Schliffbildern von Kupferschweißungen nach dem Canzler-Verfahren erschien im September 1913 in Heft 17 der Zeitschrift Autogene Metallbearbeitung. Eines der ersten praktischen Anwendungsbeispiele des Kupferschweißverfahrens mit Hilfe des Canzler-Drahts war eine kupferne Zentrifugentrommel von 1.200 mm Durchmesser und 10 mm Wandstärke, für deren Schweißnaht eine Festigkeit von 2000 kg/cm² gewährleistet wurde. Weil das Schweißen weitaus höhere Festigkeiten gewährleistete, verdrängte der Canzlerdraht das bis dahin gängige Nieten aus dem Apparatebau. Anfänglich insbesondere bei der Fertigung von Lokomotiv-Feuerbüchsen brachte die geschweißte Kupferverbindung außerordentliche Vorteile gegenüber der genieteten. […] „Nachdem so bei Ausbesserungsarbeiten die Nietung immer mehr durch die Schweißung verdrängt war, wurden 1923 die ersten vollständig geschweißten Feuerbüchsen in den Reichsbahnwerken Magdeburg-Buckau, im Ausbesserungswerk München-Freimann sowie bei der Samesreuther & Co. in Butzbach hergestellt. Eine der ersten ganzgeschweißten Feuerbüchsen war 1924 auf der Eisenbahntechnischen Ausstellung in Berlin-Seddin zu sehen.“
Carl Canzler war von vornherein entschlossen, sein Kupferschweißverfahren nicht für sich zu behalten. Noch im Jahr der Patentanmeldung, 1912, führte er es auf der Hauptversammlung des Vereins der Kupferschmiedereien Deutschlands in München praktisch vor. […] „Schon 1913 lesen wir, dass bisher 70 Kupferschmiedereien das Canzler-Schweißverfahren benutzen.“ […]. Die Erfindung wurde grundlegend für die Ausbreitung der autogenen Kupferschweißung und damit für den Großapparatebau in der ganzen Welt. Bis Ende 1920 wurden allein in Deutschland 50 Tonnen Canzler-Draht verbraucht und bis Ende 1939 lag die Gesamterzeugung bei über 1.600.000 kg.
Am 14. Juli 1914 erteilte das United States Patent and Trademark Office Carl Canzler und Richard Samesreuther das US-Patent für den von ihnen erfundene Canzler-Draht.
Mit dem Ausbruch des Ersten Weltkriegs wurde das Unternehmen auf die Rüstungsproduktion umgestellt. Es wurden Minen geschweißt, Apparate und Einrichtungen für die Munitions- und Sprengstoffindustrie gebaut.
Seinerzeit als Canzler-Draht erfunden und in Fachkreisen so genannt, wird er heutzutage von der Isabellenhütte Heusler unter dem eingetragenen Warenzeichen ISA 13 (Werkstoffnummer: 2.1356, Kurzzeichen: CuMn3) geführt.

### Die Kunst des Kupferschweißens
Während es in den ersten Fachberichten über das neue „Canzler-Kupfer-Schweißverfahren“ heißt, dass die Anwendung sehr einfach sei, zeigen sich doch bald viel größere handwerkliche Schwierigkeiten als beim Schweißen von Stahl. Zwar waren durch das Canzler-Verfahren die metallurgischen Voraussetzungen der Kupferschweißung geschaffen, aber die richtige handwerkliche Anwendung war eine besondere, erlernbare Kunst. Nachdem die Pioniere der Kupferschweißung, unter ihnen Carl Canzler, in harter Praxis probierend und forschend die vielen handwerklichen Kenntnisse erarbeitet hatten, die in der Hand eines geschickten Mannes die Kunst des Kupferschweißens ausmachen. Sehr viele praktische, im Schrifttum immer wiederkehrende Hinweise, bis sie jedem Kupferschweißer geläufig waren, finden sich schon in der ersten Anweisung für den Gebrauch meiner Kupfermaterialien, die Carl Canzler verfasste und drucken ließ. […] „Wir lesen dort, dass der Brenner immer so gehalten werden soll, daß der weiße Flammkegel nicht in das Schmelzbad eintaucht, da dann das Material verbrannt wird, […] daß der Schweißdraht im Augenblick der Schweißfuge zugesetzt werden soll, wenn das Kupferblech flüssig wird“ und […] „daß der Brenner mit möglichst niedrigem Gasdruck arbeiten soll, um ein Aufrühren und Fortlaufen des Zusatzmaterials zu vermeiden.“ Um das hohe Wärmeleitvermögen des Kupfers auszugleichen, dass die örtliche Erwärmung der Schweißstelle erschwerte, stellte Carl Canzler einige, aus seiner Erfahrung resultierenden Faustregeln auf. […] „der Brenner (Anm. „die Schweißbrennerspizte“) muss zwei- bis dreimal so groß sein, wie bei der gleichen Wandstärke in Eisen“. Und […] „gegen überflüssige Wärmeabgabe soll das Kupfer mit Asbeststreifen isoliert und die Schweißstelle vorgewärmt werden“.
Im Jahr 1919 gründete Richard Samesreuther sein eigenes, auf die „Ausführung elektrischer und autogener Schweißungen, die Einrichtung von Schweißereien sowie die Ausführung aller damit in Zusammenhang stehenden Arbeiten“ ausgerichtetes Unternehmen. Bereits ein Jahr später entsandte er eine Lehrkolonne zu Carl Canzler nach Düren, um die dortigen Mitarbeiter im doppelseitig-gleichzeitigen Kupferschweißen zu unterrichten. Durch die Einführung des gleichzeitig-doppelseitigen Kupferschweißens an der stehenden X-Naht wurde, bedingt durch das Arbeiten mit zwei Schweißbrennern und somit mit „doppelter Wärmeeinbringung“, die Verbindung großer Wandstärken möglich. In der von Canzler verfassten Anweisung zur Nachbehandlung derart geschweißter Nähte heißt es, dass […] „das Behämmern und das nachherige sorgfältige Ausglühen für eine hochwertige Schweißstelle unerlässlich sei“, […]. Beim Kupferschweißen erweicht die vom Schweißprozeß eingebrachte Wärme den Werkstoff. Diese Materialerweichung wird […] „durch das Abhämmern beträchtlich erhöht“ wobei […] „der Canzler-Draht auch ein Hämmern der Naht im glühenden Zustand möglich macht. Mit der doppelseitig-gleichzeitigen Schweißung und stückweisem Abhämmern im rotwarmen Zustand waren Voraussetzungen geschaffen, für damals noch für unmöglich erscheinende Höchstleistungen hinsichtlich der Wandstärken, der homogenen Festigkeitseigenschaften und der Gesamtabmessungen der Schweißstücke.“

### Das Schweißen kupferplattierter Bleche
Zur Einführung plattierter Bleche im Behälter- und Apparatebau der chemischen Industrie wurde auf Anregung der Deutschen Gesellschaft für Materialkunde und des Fachausschusses für Schweißtechnik beim Verein Deutscher Ingenieure im Rahmen einer Forschungsarbeit Untersuchungen von Schweißungen kupferplattierter Bleche im staatlichen Materialprüfungsamt Berlin-Dahlem durchgeführt. Die Probeschweißungen wurden vom Unternehmen Carl Canzler vorgenommen, wobei Canzler-Kupferschweißdraht und Canzler-Kupferschweißpaste verwendet wurden.

### Sonstige Tätigkeiten
Carl Canzler war Vorsitzender des Gesellenprüfungs-Ausschusses für das Kupferschmiedehandwerk (Gelbgießer und Metalldreher). Der Sitz der Kommission war sein Unternehmen.

## Früher Tod und Weiterführung und Weiterentwicklung des Unternehmens
Am 19. Januar 1919 starb Carl Canzler plötzlich im Alter von 61 Jahren.
Nach dem Ende des Ersten Weltkriegs ging Richard Samesreuther ins hessische Butzbach, wo er am 1. April 1919 das Apparatebauunternehmen Samesreuther & Co. OHG gründete. Zu diesem Zeitpunkt hatte bereits Canzlers Frau Margarete die Geschäftsleitung des inzwischen etwa 40 Angestellte zählenden Unternehmens übernommen. Schon bald wurde sie durch Sohn Heinrich unterstützt, der während des Krieges als Soldat seine Diplom-Hauptprüfung bestanden hatte. Bedingt durch die rasante Entwicklung der chemischen Industrie und des dafür benötigten Großapparatebaus wuchs das Unternehmen Canzler in den folgenden Jahrzehnten zu den weltbekannten Canzlerwerken. Da die Werkstatt an der Johanniterstraße zu klein wurde, erwarb man 1924 ein Betriebsgelände in dem am östlichen Stadtrand von Düren gelegenen Vorort Distelrath. Bereits ein Jahr später war der Aufbau eines Verwaltungsgebäudes, neuer Werkhallen, eines Außenmontageplatzes mit Portalkran und einer Beizhalle so weit gediehen, dass der Betrieb an seinen endgültigen Standort umziehen konnte. Etwa zur selben Zeit begann man „beim Canzler“ mit der Verarbeitung von Chromnickelstählen das Gebiet rost- und säurebeständige Sonderstähle für den Apparatebau zu erschließen.
Nachdem das autogene Schweißen von Kupfer und seinen Legierungen industriell eingeführt war, entwickelten im Jahr 1930 Heinrich Canzler und Richard Samesreuther das Schweißen von Kupfer und seinen Legierungen mit dem elektrischen Lichtbogen. Ihr Ziel war die Entwicklung einer Stabelektrode, die die mechanischen Eigenschaften der Schweißnaht denen des Grundwerkstoffs vergleichbar werden lässt, unter anderem indem durch das Bilden einer Schlacke das Eindringen von Sauerstoff und die damit einhergehende Oxidation ausgeschlossen wird. Am 29. Januar 1931 erteilte das Reichspatentamt Heinrich Canzler und Richard Samesreuther das Patent über ein Verfahren der kombinierten Gasschmelz- und Elektrolichtbogenschweißung.

## Ausweitung des Werkstoffgebiets
Im Mai 1931 hielt Heinrich Canzler vor dem Fachausschuss für Schweißtechnik einen Vortrag über die Nickelschweißung, der nicht nur die Hammerschweißung, sondern auch die Gasschmelzschweißung und Lichtbogenweißung behandelte; dies war eine der ersten ausführlichen Schilderungen sämtlicher Nickelschweißverfahren. Anfänglich machte die Gasschmelzweißung bei Nickel ähnliche Probleme wie bei Kupfer. Da die Nickelhammerschweißung einwandfreie Ergebnisse hervorbrachte, wurde sie bei Canzler gepflegt. […] „Es gehört große handwerkliche Gewandtheit dazu, beispielsweise eine Destillierblase auf dem beheizten Amboss aus einer Kugelkalotte, einem Randsegment und einer zylindrischen Zarge mit dem Handhammer zusammenzuschweißen. Die Hammerschweißung hat den Vorteil, daß jegliche Gasaufnahme verhütet wird.“ […] „Die ersten aus Chromnickelstahl geschweißten Konstruktionen die das Canzler-Werk 1925 verließen, waren zwei Eisenbahntransporttanks für Phosphorsäure mit 17.000 Liter Inhalt aus V2A-Stahl. […] Sehr wichtig für diesen Herstellungszweig wurden die großen Beizanlagen des Werks, in denen die fertig geschweißten Stücke blankgebeizt werden, was für die Erhaltung der Korrosionsbeständigkeit der Schweißnähte unerlässlich ist.“
„Mitte der 1930er Jahre war Canzler unter den ersten, die sich an umfangsreichen Versuchsschweißungen und mit der Verarbeitung von gewalzten Verbundwerkstoffen beteiligten; von Blechen mit einer Plattierung aus Kupfer, Nickel, V2A-Extra, und Remanit 1880 S. […] Nach dem Auskreuzen der Grundwerkstoffseite wurde die Kupferseite durch Canzler-Draht und mit Canzler-Paste autogen geschweißt.“ Canzlers Verdienste um die Einführung der Verbundwerkstoffe in den Apparatebau würdigte der Glückwunsch eines großen deutschen Verbundwerkstoffherstellers zum 50-jährigen Unternehmensjubiläum: Wir würden uns freuen, wenn Ihnen Ihre Pinoniertätigkeit auf diesem Gebiete auch weiterhin die gewünschten Erfolge bringen würde.

## Im Dienste der Chemischen Industrie
1910–1940: […] „Während der fünfzig Jahre ihres Bestehens stand die Kupferschmiede und Apparatebauanstalt Carl Canzler im Dienst der Chemischen Industrie. […] Die Grundvorgänge der chemischen Technik, das Kochen und Verdampfen, das Rühren und Mischen, das Wärmen und Kühlen, das Destillieren und Rektifizieren, das Extrahieren und Sublimieren; diese Vorgänge unter immer wieder anderen Voraussetzungen durchführen zu helfen, das war die große Rahmenaufgabe für Carl Canzler. […] Die Bedingungen die der chemische Apparatebau von vornherein stellte, lassen sich auf die einfache Formel bringen: Korrosionsbeständigkeit, Dichtigkeit und mechanische Festigkeit bei den verschiedensten Temperaturverhältnissen. Zu erfüllen war dies nur mit Hilfe der Schweißtechnik. Die Kunst des Schweißens hat sich bei Canzler immer mehr entwickelt und wurde vom Kupfer auf alle anderen wichtigen NE-Metalle und schließlich auch auf die legierten Sonderstähle und die gewalzten Verbundstoffe ausgedehnt.“
[…] „Wichtiger noch als diese Leistungsfähigkeit ist die geistige Einstellung des Apparatebauers zu seinem Beruf. Carl Canzler selbst begnügte sich schon in den ersten Jahren seiner Selbstständigkeit nicht mehr mit dem ‘Liefern nach Bestellung‘. In dem Augenblick als er außer der ‘tadellosen Ausführung der Arbeit‘ auch die ’gewünschte Leistung des bestellten Apparates garantierte‘, hatte er bereits den Schritt zum echten Apparatebauer getan. Das bedeutete: eigene Gedanken über den chemischen Arbeitsvorgang, eigene Versuche, eigene Konstruktionsarbeit. Es bedeutete sich die Sorgen des Apparateanwenders zu eigen zu machen und ihn bei der Suche nach der richtigen Lösung einer Aufgabe sachkundig zu beraten. Die an allen Werkstoffen in jahrelanger Versuchsarbeit entwickelte Schweißkunst bringt ein inniges Vertrautsein mit den Werkstoffeigenschaften; dieses wird weiter vertieft durch die mechanische Bearbeitung, die der Apparatebauer vor und nach dem Schweißen vornimmt; und es wird vollends gefestigt durch die zahlreichen Prüfverfahren die er an den Werkstoffen und am fertigen Apparat vorzunehmen hat, um mit unbedingter Sicherheit die verlangte Festigkeit, Haltbarkeit und Zuverlässigkeit des Apparates zu erreichen.“
[…] „Carl Canzler begann bereits in den 1890er Jahren mit solcher Konstrukteur- und Erfinderarbeit. In seiner Werkstatt ist die tiefe Einstellung zum Apparatebau Tradition geblieben. […] Diese ewige Unrast des technischen Menschen, das ständige Bestreben, alles noch besser zu gestalten. Dieser Drang hat das Canzler-Werk von seiner Gründung bis zur Gegenwart beseelt. Die Folge war, dass ‘Canzler-Apparate‘ allmählich in der chemischen Industrie aller Länder zu einem Begriff wurden. Man kannte und begehrte sie bald auch in England, Frankreich und Italien, in Holland, Belgien und der Schweiz, in Rußland, in Nordamerika, in Argentinien und Chile. Eine weitere Folge war, dass die chemische Industrie mit schwierigen Problemen gern zu Canzler kam […] um in enger Zusammenarbeit eine Lösung zu finden. Und als der zweite Vierjahresplan alle deutschen Kräfte aufrief, als von der gesamten chemischen Industrie Ungeheures verlangt und der Ausbau unserer Hydrierwerke, unserer Kunststoff-, unserer Zellstoff-, unserer Buna-Werke zu einer lebenswichtigen Aufgabe unserer Nation wurde, da konnte dieses Vertrauensverhältnis die wertvollsten Früchte tragen.“
[…] „Es mag für Canzler und alle Männer seiner Gefolgschaft der schönste Lohn gewesen sein, als ihm zum 50-jährigen Bestehen aus der deutschen chemischen Großindustrie geschrieben wurde: Durch die planvolle Entwicklungsarbeit, die auf vollständig neuen Gebieten des chemischen Apparatebaus in Ihrem Hause geleistet wurde, haben Sie der chemischen Industrie das Rüstzeug gegeben, Leistungen zu vollbringen, die wesentlich zum Aufbau der Wirtschaft unseres Vaterlandes beigetragen haben.“

## 1940–2003: Kooperationen, Restrukturierungen und Veräußerungen
Am 19. April 1940 ereignete sich auf dem Außengelände des Unternehmens ein tödlicher Unfall. Wegen einer Sturmböe kippte ein schräg gegen einen Behälter angelehnter, 3,2 Meter im Durchmesser messender, 500 Kilogramm schwerer Klöpperboden um und erfasste einen dort arbeitenden Kupferschmiedelehrling, der im Krankenhaus seinen Verletzungen erlag.
Mit dem Beginn des Zweiten Weltkriegs wurde das inzwischen in eine OHG umgewandelte Unternehmen der Wirtschaftsinspektion Köln unterstellt und musste neben Behältern, Kolonnen und Wärmeaustauschern nun auch Minenkörper, Abwurf-Treibstofftanks aus Aluminium und plattierte Gehäuse für U-Boot-Antriebe herstellen.
Im Juli 1947 erteilte die britische Militärregierung Heinrich Canzler die Erlaubnis, mit seinem Unternehmen wieder industrielle Arbeiten aufzunehmen. Die Aufhebung der Vermögenssperre folgte im April 1948. Grund der Freigabe war das wirtschaftliche Interesse des britischen Textilunternehmen Nelson Silk in Lancaster. Dieses wollte Damenstrümpfe aus Kunstseide nach einem auf Basis von Celluloseacetat bzw. Acetatseide beruhenden Herstellungsverfahren von Bayer herstellen. Für den verfahrenstechnischen Prozess baute die Carl Canzler GmbH bereits ab 1930 spezielle Bronze-Apparate. Bei Wiederaufnahme der Fertigung zählte die Carl Canzler OHG 150 Beschäftigte. Im selben Jahr beschlossen Heinrich Canzler und seine Mutter Margarete, die beiden persönlich haftenden Gesellschafter der Carl Canzler OHG, ihr Unternehmen in eine Kommanditgesellschaft umzuwandeln. Am 24. Januar 1948 wurde die Carl Canzler KG in das Handelsregister beim Amtsgericht Düren eingetragen. Heinrich Canzler wurde Komplementär und Leiter des Unternehmens, seine Mutter Margarete und seine Kinder Heinrich, Georg und Margarete wurden Kommanditisten.

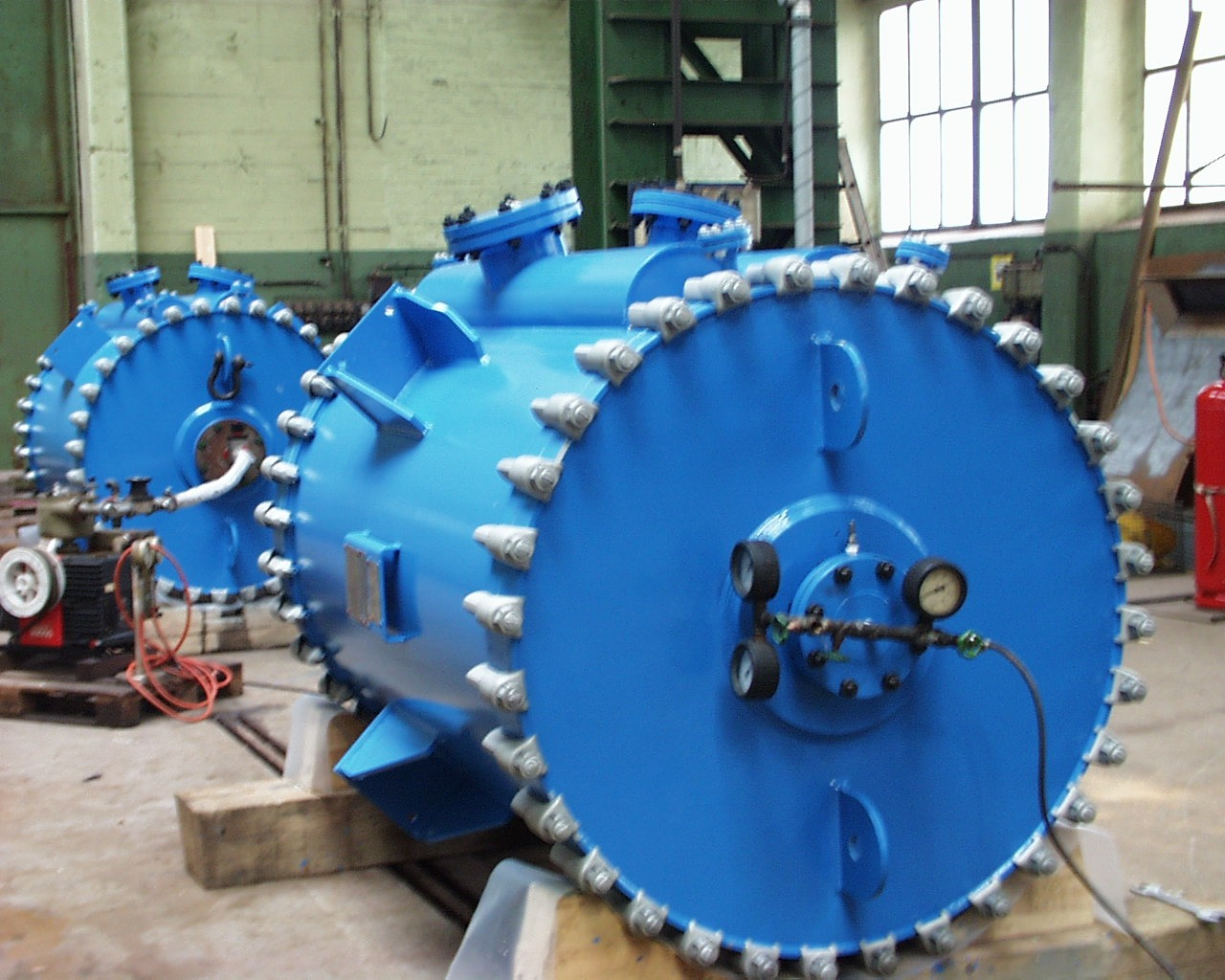
Zwei von Canzler gefertigte Spiralwärmetauscher bei der Überdruck-, bzw. bei der Vakuumprobe (Foto von Achim Hauspurg, Uedingen)

1951 gründeten das schwedische Unternehmen Rosenblads Patenter AB und die Carl Canzler KG die Ingenieurgesellschaft Roca Apparatebau GmbH, die jedoch erst am 2. April 1984 beim Amtsgericht Düren im Handelsregister eingetragen wurde. Roca ist das Akronym aus Rosenblad und Canzler. Die Rosenblads Patenter AB gab Lizenz und Know-how, die Carl Canzler KG übernahm die Lizenzfertigung der nach dem „Rosenblad-Konzept“ gebauten Spiralwärmeaustauscher. Bereits zwei Jahre nach der Gründung wurden 1953 die ersten Spiralwärmeaustauscher aus schwierig zu verarbeitenden Materialien wie Hastelloy, Kupfer und Kupferlegierungen bei der Carl Canzler KG gefertigt. Nach diesem von Rosenblad entwickelten, sich verfahrenstechnisch und wirtschaftlich bewährten Wärmeaustauschkonzept fertigen später auch andere Unternehmen Spiralwärmetauscher.
Am 9. Juni 1952 wurde der Carl Canzler KG unter der Nummer DE840943C das weltweit gültige Patent für einen kupferlegierten Schweißstab bzw. -draht zum Schweißen von Aluminiumbronze erteilt. Das Patent ist inzwischen abgelaufen.
1954 trat Georg Canzler nach Abschluss seines Maschinenbaustudiums in Karlsruhe in das Familienunternehmen ein. Ein Jahr später folgte sein Bruder Heinrich, der inzwischen eine Ausbildung zum Kupferschmied und einen Abschluss an den Technischen Hochschulen in Karlsruhe und Darmstadt erworben hatte. Im August desselben Jahres gründeten die Carl Canzler KG und die in Madrid ansässige Sibirex gemeinsam die Canzler Iberica SA mit Sitz in Madrid als Apparatebauunternehmen für den spanischen Markt.
1958 schied Carl Canzlers Witwe Margarete als Kommanditistin aus. Ihr Sohn Heinrich blieb weiterhin Komplementär und Leiter des Unternehmens. Seine Kinder Georg, Heinrich und Margarete blieben Kommanditisten.
1961 war das Unternehmen Aussteller auf der Achema, wo sie „mustergültige Schweißungen und Verarbeitungen von Titan und Tantal präsentierte“.
1970 begann die Carl Canzler KG mit der Verarbeitung von Nickelbasislegierungen. Heinrich Canzler senior trat nach mehr als 50-jähriger Tätigkeit für sein Unternehmen im Alter von 82 Jahren in den Ruhestand. Die Unternehmensleitung übergab er an seine inzwischen berufserfahrenen Söhne Georg und Heinrich. Zu dieser Zeit zählte die Carl Canzler GmbH rund 400 Beschäftigte. Die Verwaltung Canzler GmbH wurde gegründet, die die Rolle des Komplementärs bei der Carl Canzler KG übernahm. Die Firma wurde in Carl Canzler GmbH & Co. KG geändert. Kommanditisten waren Heinrich Canzler senior und seine drei Kinder Georg, Heinrich und Margarete.
1984–1988: Trotz verschiedener Restrukturierungsmaßnahmen, die auch mit einer Reduzierung der Belegschaft von 218 auf 160 verbunden waren, konnte nicht verhindert werden, dass die Carl Canzler GmbH & Co. KG, bedingt durch die schwierige konjunkturelle Lage, Verluste erwirtschaftete. Im September 1984 wurden die Anteile an die GEA AG in Herne verkauft. Die Carl Canzler GmbH & Co. KG wurde zur GEA Canzler GmbH & Co. KG. Komplementär war die GEA Canzler GmbH, Kommanditisten waren Otto Happel, der Mehrheitseigentümer der GEA AG, sowie Heinrich und Georg Canzler. Als zweiter Geschäftsführer neben Georg Canzler kam Karl Opitz hinzu, der diese Position bis 1988 hatte. Ein Jahr zuvor schied Georg Canzler 1987 als Geschäftsführer aus.
Im Dezember 2001 wurde die GEA Canzler GmbH von ihrer Muttergesellschaft GEA AG an die Vaahto Group plc. Oy verkauft, die Jahre zuvor den deutschen Papiermaschinenhersteller Bellmer übernommen hatte. Die Firma änderte sich wieder zu Canzler GmbH.

## Insolvenz und Übernahme
Nach 113 Jahren Betrieb wurde am 1. November 2003 für die Canzler GmbH ein Insolvenzverfahren eröffnet. Die Produktionsstätte an der Kölner Landstraße im ehemaligen Dürener Vorort Distelrath wurde geschlossen. Noch im selben Jahr übernahm die im hessischen Butzbach ansässige Mitbewerberin Buss-SMS GmbH die Bereiche Thermische Trenntechnik und die Membrantechnologie. Um die Integration und den in der Branche international bekannten, für Tradition und Qualität stehenden Namen Canzler auch zukünftig nach außen zeigen zu können, wurde die Firma in Buss-SMS-Canzler GmbH geändert. Dieses Unternehmen feierte am 1. April 2019 sein 100-jähriges Bestehen. Neben dem Hauptsitz in Butzbach gibt es Zweigniederlassungen in Düren, in Erlangen, in Osaka und im Buss-Industriepark in Pratteln, wo das Unternehmen ein Technikum betreibt. Zudem gibt es weltweit Vertretungen. Insgesamt beschäftigte das Unternehmen 2022 rund 250 Mitarbeiterinnen und Mitarbeiter.

## Nutzung des Canzler Geländes nach der Insolvenz
Die Dürener Wirtschaftsförderungsgesellschaft WIN.DN Wirtschafts- und Innovationsnetzwerk Düren GmbH kaufte im Auftrag der Stadt Düren das Canzler-Gelände von der GEA Group. Teile des auf dem Gelände stehenden ehemaligen Wohnhauses der Familie Canzler, des Verwaltungsgebäudes und der Fertigungshallen werden vermietet, beispielsweise an den Logistik-Service-Anbieter LogiStra und an den Gemüse- und Obstveredler J. & W. Stollenwerk, dessen Hauptsitz und Produktionsstätte sich im nahegelegenen Girbelsrath befindet.

### Das Canzler-Gelände als Filmkulisse
Zur Förderung der Filmwirtschaft und des Standortmarketings bietet die WIN.DN das alte Canzler-Gelände als Filmkulisse an, als ein Klein-Babelsberg auf Zeit. Insbesondere wegen des 1950er-Jahre-Charmes im alten Verwaltungsgebäude wählten mehrere Filmproduktionen das Gelände als Kulisse aus:
- Der Sender RTL für die erste Folge des Duisburg-Krimis Die Neue und der Bulle mit Caroline Peters und Serkan Kaya, wozu das ehemalige Pförtnerhäuschen und Teile des Bürotrakts zum Polizeipräsidium Duisburg wurden[93]
- Das Produktionsunternehmen UFA Fiction für Teile der sechsteiligen Serie Gute Freunde – Der Aufstieg des FC Bayern, die die Historie des Fußballclubs FC Bayern München von 1965 bis 1974 nachzeichnet[92]
- Die Rat Pack Filmproduktionsgesellschaft für die Netflix-Miniserie Cassandra[92]

### Pläne für eine zukünftige Nutzung
Die Tätigkeitsberichte der WIN.DN aus den Jahren 2021 und 2022 beschreiben die Zukunftspläne für das 4,5 Hektar umfassende Canzler-Gelände. Demzufolge soll der riesige Gebäudekomplex abgerissen und zum Eingangstor eines neuen, zusammen mit 23,5 Hektar Ackerland insgesamt 28 Hektar umfassenden Gewerbegebiets werden – benannt nach der an den Canzler-Hallen vorbeiführenden Straße Im Rossfeld. Das in Bitburg ansässige Planungsbüro der Ingenieurgesellschaft ISU erhielt im Jahr 2017 den Auftrag, das Bauleitplanungsverfahren durchzuführen. Aufgrund umfangreicher Bodengutachten hinsichtlich Bodenkontamination und Altlasten sei eine Erschließung vor 2028 nicht möglich.

## Trivia
Der bei Carl Canzler zum Kupferschmied und -schweißer ausgebildete Stephan Thiemonds verarbeitete seine praktischen Erfahrungen beim beidseitig-gleichzeitigen Steignahtschweißen von Kupferrohrlängsnähten unter Verwendung von Canzler-Draht und -paste in der autobiografischen Geschichte Die heilende Kraft des Singens beim Kupferschweißen. Diese wurde in englischer Übersetzung The healing power of singing while welding in dem Buch Welding Connects – You’ll Never Work Alone der DVS-Media publiziert. In einem Interview für den Infodienst Schweißaufsicht Aktuell beschreibt Thiemonds wie er beim beidseitig-gleichzeitigen Schweißen inmitten eines senkrecht am Kran hängenden Kupferrohrs die Enge, die Strahlungshitze und seine Furcht durch Die heilende Kraft des Singen beim Schweißen überwinden konnte.